# Quake: S.H.I.E.L.D. 50th Anniversary
Quake: S.H.I.E.L.D. 50th Anniversary — комикс-ваншот, который издала компания Marvel Comics в 2015 году. Приурочен к пятидесятилетию создания вымышленной организации «Щ.И.Т.». По сюжету Дейзи Джонсон (Дрожь) работает вместе с Мстителями.

## Отзывы
На сайте Comic Book Roundup комикс имеет оценку 7,5 из 10 на основе 9 рецензий. Дуг Завиша из Comic Book Resources отмечал, что создателям удалось сделать «весёлое приключение». Пирс Лайдон из Newsarama дал комиксу 8 баллов из 10 и похвалил художника Джонсона, отметив лишь некоторые отрицательные моменты. Рецензент из Comic Vine поставил ваншоту 4 звезды из 5 и написал, что «Мэтью Розенберг и Патрик Киндлон проделали большую работу, дав нам новый взгляд на персонажей».